# Chutes Dipera
Les Chutes Dipera en République démocratique du Congo. Elle est située à Kalule-Nord dans la province du Haut-Katanga, dans la partie sud-est du pays, à 1 300 km au sud-est de Kinshasa, la capitale du pays. Les Chutes Dipera se situent à 1 283 mètres d'altitude.

## Toponymie
Le nom « Dipera » trouve son origine dans les langues locales parlées dans la région de Kalule-Nord dans le Haut-Katanga. Il est lié aux caractéristiques géographiques ou aux récits culturels associés à ces chutes.

## Histoire
Bien que les Chutes Dipera soient peu connues à l’international, elles occupent une place importante dans la mémoire collective des communautés locales. Elles auraient été un lieu de rassemblement et de rituels dans certaines traditions anciennes, tout en jouant un rôle stratégique pour les explorateurs coloniaux.

## Description
Les Chutes Dipera se distinguent par leur majesté et leur cadre naturel préservé. L’eau chute sur plusieurs mètres, créant des courants tumultueux et des embruns qui nourrissent une végétation luxuriante aux alentours.

## Géographie

### Climat
Les Chutes Dipera se situent dans une région au relief varié. Le nord-ouest est vallonné, tandis que le sud-est présente un paysage plat. Le point le plus élevé de la zone avoisine les 1 477 mètres et se trouve à 2,9 kilomètres au sud-ouest des chutes. La région est peu peuplée, avec une densité moyenne de 11 habitants par kilomètre carré. Les terres environnantes sont principalement composées de sols boueux et de végétation éparse.
Le climat est humide et subtropical. La température annuelle moyenne est de 20 °C, avec des variations notables : septembre est le mois le plus chaud, atteignant en moyenne 24 °C, tandis que janvier est le plus frais avec 16 °C. Les précipitations annuelles s’élèvent à environ 1 174 millimètres, novembre étant le mois le plus pluvieux (232 mm) et juin le plus sec (1 mm).

### Parcours
Les Chutes Dipera s’inscrivent dans le réseau hydrographique de la province du Haut-Katanga. Elles marquent une rupture spectaculaire dans le cours de la rivière locale, dont le débit varie considérablement selon les saisons, en lien avec les précipitations.

### Navigation
En raison de la nature tumultueuse des eaux et du relief abrupt, la navigation est impossible aux abords des Chutes Dipera. Toutefois, les zones en amont et en aval offrent des conditions plus calmes, propices à la pêche et à d’autres activités aquatiques.

## Villes environnantes
Les localités proches des Chutes Dipera sont peu nombreuses, la région étant peu peuplée. Cependant, la ville de Lubumbashi, capitale économique de la province du Katanga, se situe à une distance raisonnable, facilitant les visites pour les curieux et les chercheurs.

## Tourisme
Malgré leur potentiel, les Chutes Dipera restent peu développées pour le tourisme. Elles attirent cependant les aventuriers en quête de paysages uniques. Le site est également prisé par les habitants pour des activités traditionnelles.